# John Hicks (Pianist)

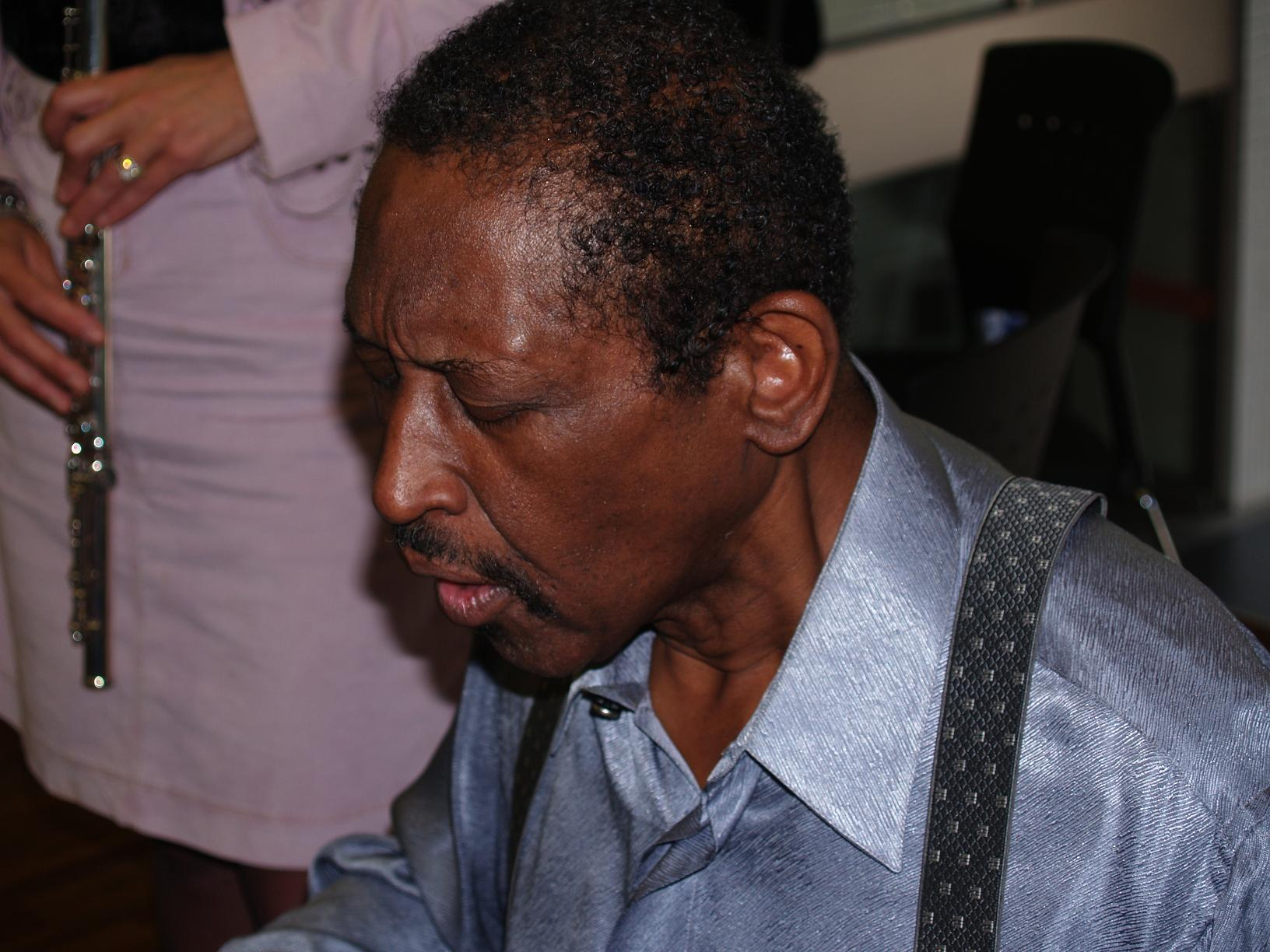
John Hicks

John Hicks (* 21. Dezember 1941 in Atlanta, Georgia; † 10. Mai 2006 in New York) war ein amerikanischer Jazz-Pianist.

## Leben und Wirken
Hicks zog als Kind mit seinen Eltern nach Los Angeles, später nach St. Louis, Missouri. Mit sechs Jahren erhielt er von seiner Mutter ersten Klavierunterricht. Sein Vater war Pfarrer und leitete eine methodistische Gemeinde. Hicks kam so schon früh in Kontakt mit der schwarzen Kirchenmusik, über die er zum Jazz kam.
Nach Abschluss der High School besuchte er die Lincoln University, wo in der Universitätsband auch Lester Bowie, Oliver Lake, Julius Hemphill und Ronald Shannon Jackson waren. Er studierte dann auf der Berklee School of Music in Boston und der Juilliard School of Music in New York City. Hicks zog 1963 nach New York, wo er erste Auftritte mit der Jazz- und Blues-Sängerin Della Reese hatte. Er etablierte sich schnell in der New Yorker Jazz-Szene, trat in der Carnegie Hall, der Avery Fisher Hall, dem Kennedy Center und der Spivey Hall auf und war Gast zahlreicher internationaler Jazzfestivals.
Die Musik Hicks’ wurde durch verschiedene Einflüsse geprägt: Neben Fats Waller, methodistischer Kirchenmusik, George Gershwin sind Bud Powell und Thelonious Monk zu nennen. Zu seinen Förderern zählten Lucky Thompson, Miles Davis und Clark Terry. Bereits vor seinem Umzug nach New York spielte Hicks mit Little Milton, Albert King, Al Grey, Johnny Griffin und Pharoah Sanders (Live at Fabrik, Hamburg 1980). Später spielte er mit zahlreichen anderen bekannten Künstlern, so etwa mit Kenny Dorham, Lou Donaldson und Joe Henderson, bis er 1973 zu einem ständigen Mitglied von Art Blakeys Jazz Messengers wurde. Zwei Jahre später trat er dem Betty Carter Trio bei, dem er bis 1980 angehörte. Konzertreisen führten ihn nach Italien, Japan, Australien, Israel, Frankreich, England, Dänemark, Schweden, Norwegen, Polen, Südafrika und Taiwan.
Im Laufe der Zeit musizierte Hicks live oder für Plattenaufnahmen mit zahlreichen Größen des Jazz wie Charles Tolliver (Live at the Captain’s Cabin), Sonny Rollins, Carmen McRae, Freddie Hubbard, Frank Foster, Roy Haynes, Sonny Stitt, Jon Hendricks, James Moody, David Murray (Ming’s Samba, 1988), Ricky Ford und Arthur Blythe.
In den 1990er Jahren spielte Hicks erneut eine Aufnahme mit Betty Carter ein (The Music Never Stops), produzierte Liveaufnahmen von Solokonzerten und Sessions unter anderen mit Künstlern wie Joshua Redman, Al Grey, Clark Terry, Ron Carter, Grady Tate, Charles Tolliver, Oliver Lake, Roy Hargrove, Gary Bartz und Bobby Watson. Mit dem Keystone Trio, zu dem der Bassist George Mraz und der Schlagzeuger Idris Muhammad gehörten, nahm Hicks eine Reihe von Alben auf, wie Heart Beats. Mit der New York Unit von Tatsuya Nakamura begleitete er ab 1990 Solisten wie George Adams auf jährlichen Tourneen in Japan. 
In seinen jüngsten musikalischen Produktionen, wie Music in the Key of Clark (Sonny Clark); Impressions of Mary Lou (Mary Lou Williams); Nightwind (Erroll Garner); John Hicks Trio and Strings mit Larry Willis und Elise Wood; So In Love mit Richard Davis; Live in Taiwan, Beautiful Friendship mit seiner Frau, der Flötistin Elise Wood und Something to Live For: A Billy Strayhorn Songbook legte Hicks den Fokus auf seinen eigenen künstlerischen Stil. Solokonzerte, Arbeiten im Trio, Quintett und Sextett in wechselnden Besetzungen wurden zu einem Markenzeichen Hicks’.
Im Mai 2006 wurde Hicks in ein New Yorker Krankenhaus eingeliefert, wo er am 10. des Monats im Alter von 64 Jahren starb.

## Lexigraphische Einträge
- Ian Carr, Digby Fairweather, Brian Priestley: Rough Guide Jazz. Der ultimative Führer zur Jazzmusik. 1700 Künstler und Bands von den Anfängen bis heute. Metzler, Stuttgart/Weimar 1999, ISBN 3-476-01584-X.
- Leonard Feather, Ira Gitler: The Biographical Encyclopedia of Jazz. Oxford University Press, New York 1999, ISBN 0-19-532000-X.